# Флаг Селангора
Флаг Селангора (малайск. Bendera Negeri Selangor) — официальный символ малайзийского штата Селангор. Представляет собой прямоугольное полотнище, состоящее из четырёх равновеликих прямоугольников — двух красных (у верхнего угла у древкового края и у нижнего угла у свободного края) и двух жёлтых (у нижнего угла у древкового края и у верхнего угла у свободного края). В красном прямоугольнике у верхнего угла у древкового края изображены обращенный рожками к свободному краю флага белый полумесяц и белая пятиконечная звезда, одним из своих лучей обращенная к верхнему углу флага у древка.

## Символика
Жёлтый и красный символизируют плоть и кровь. Полумесяц и звезда являются символами ислама, белый представляет чистоту.
Желтый также является цветом султана. Пять лучей звезды символизируют чтение символа веры, пятикратную ежедневную молитву, подаяние милостыни, пост во время Рамадана и паломничество.

По мнению германского вексиллолога К.-Х.Хесмера, комбинация жёлтого и красного цветов обозначает силу государства, а четыре прямоугольника символизируют четыре округа государства, которые прежде были самостоятельными и были объединены султаном.

## История
Флаг был создан в правление четвертого султана Селангора Абдула Самада (1859—1898). Тогда в красном прямоугольнике у древка изображались жёлтые полумесяц и пятиконечная звезда. С 30 января 1965 года полумесяц и звезда стали изображаться белыми.

## Гюйс
Гюйсом Селангора было прямоугольное полотнище, состоящее из двух жёлтых (у древкового и свободного краёв) и двух красных треугольников (у верхнего и нижнего краёв).